# Архиепархия Уамбо
Архиепархия Уамбо (лат. Archidioecesis Huambensis) — архиепархия Римско-Католической церкви с центром в городе Уамбо, Ангола. В митрополию Уамбо входят епархии Бенгелы, Куито-Бие. Кафедральным собором архиепархии Уамбо является церковь Непорочного Зачатия Пресвятой Девы Марии.

## История
4 сентября 1940 года Римский папа Пий XII издал буллу «Sollemnibus Conventionibus», которой учредил епархию Нова-Лисбоа, выделив её из епархии Анголы и Конго (сегодня — Архиепархия Луанды) и апостольской префектуры Кубанго в Анголе (сегодня упразднена).
27 июля 1955 года, 6 июня 1970 года и 10 августа 1975 года епархия Нова-Лисбоа передала часть своей территории для создания новых епархий Са-да-Бандейры (сегодня — Архиепархия Лубанго), Бенгелы и Менонгве.
3 февраля 1977 года Римский папа Павел VI издал буллу "Qui divino consilio", которой возвёл епархию Нова-Лисбоа в ранг архиепархии с одновременным переименованием в архиепархию Уамбо.

## Ординарии архиепархии
- епископ Daniel Gomes Junqueira C.S.Sp.[1] (28.01.1941 — 29.07.1970);
- епископ Américo Henriques (19.02.1972 — 13.04.1976);
- архиепископ Manuel Franklin da Costa (3.02.1977 — 12.09.1986) — назначен архиепископом Лубанго;
- архиепископ Francisco Viti (12.09.1986 — 31.07.2003);
- архиепископ José de Queirós Alves C.SS.R. (3.05.2004 — по настоящее время).

## Источник
- Annuario Pontificio, Libreria Editrice Vaticana, Città del Vaticano, 2010, ISBN 88-209-7422-3
- Булла Sollemnibus Conventionibus Архивная копия от 2 февраля 2020 на Wayback Machine, AAS 33 (1941), стр. 14  (лат.)
- Bolla Qui divino consilio Архивная копия от 27 марта 2010 на Wayback Machine, AAS 69 (1977), стр. 138  (лат.)